# Municipio de Campechuela
Municipio de Campechuela är en kommun i Kuba.   Den ligger i provinsen Provincia Granma, i den sydöstra delen av landet, 600 km sydost om huvudstaden Havanna. Antalet invånare är 46 092. Arean är 577 kvadratkilometer.
Terrängen i Municipio de Campechuela är huvudsakligen platt, men söderut är den kuperad.